# Felix Horb
Felix Horb (14. března 1890, Žamberk – 22. června 1958, Stockholm) byl historik umění, původem z Čech, působící téměř dvě desetiletí ve Švédsku.
Věnoval se zejména dějinám renesančního a proto-renesančního umění.

## Život
Pocházel z židovsko-německé rodiny. Od 1910 studoval u Maxe Dvořáka, Julia von Schlossera a Hanse Tietzeho, kteří byli reprezentanty Vídeňské školy dějin umění. Po anšlusu Rakouska v roce 1938 opustil Vídeň a následujícího roku uprchl se svými sestrami Valerií, Gabrielou a švagrem Karlem Hellerem do Stockholmu. Tam působil jako kurátor sbírek galerie staršího umění a docent univerzity. Roku 1955 získal švédské státní občanství.
Jeho bratrem byl malíř Maximilian Horb (1882–1907).